# Gawriil Wassiljewitsch Baranowski

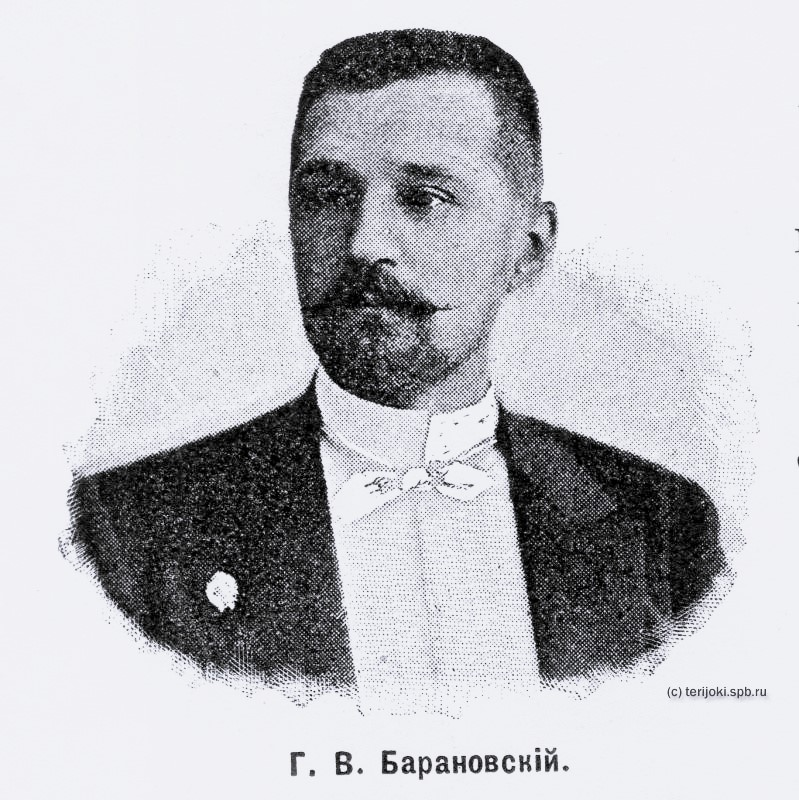
Gawriil Baranowski

Gawriil Wassiljewitsch Baranowski (russisch Гавриил Васильевич Барановский), * 25. Märzjul. / 6. April 1860greg. in Odessa; † 15. Junijul. / 28. Juni 1920greg. in Komarowo war ein russisch-ukrainischer Architekt, Bauingenieur, Kunsthistoriker und Verleger. Er arbeitete hauptsächlich für die Familie Jelissejew in Sankt Petersburg, aber auch in Moskau, und erstellte die Stadtplanung für Murmansk, damals Romanow am Murman.

## Leben

### Ausbildung und frühe Karriere
Geboren in Odessa als Sohn des Anwalts Vasili Ivanovitš Baranowski und seiner Frau Rosalia Malinovska Gawriil Baranowski, erhielt er seine Ausbildung an dem Sankt Petersburger Institut für Bauingenieure von 1881 bis 1886. Die Ausbildung schloss er mit einer Ehren-Silbermedaille ab. Seine Laufbahn als Architekt begann er in der Zeit von 1883 bis 1885 als Assistent von Paul Susor (Pavel Susor). Sein erster Auftrag war das 1885 bis 1888 ausgeführte, staatlich finanzierte Palais der Hauptkanzlei (Главная дворцовая канцелярия). Baranowsky arbeitete an zahlreichen Wohnhäusern in Sankt Petersburg. Nach 1888 wurde er angestellter Architekt für den Maschinenbau- und Schiffsbaubetrieb Baltisches Werk.

### Architekt der Jelissejew

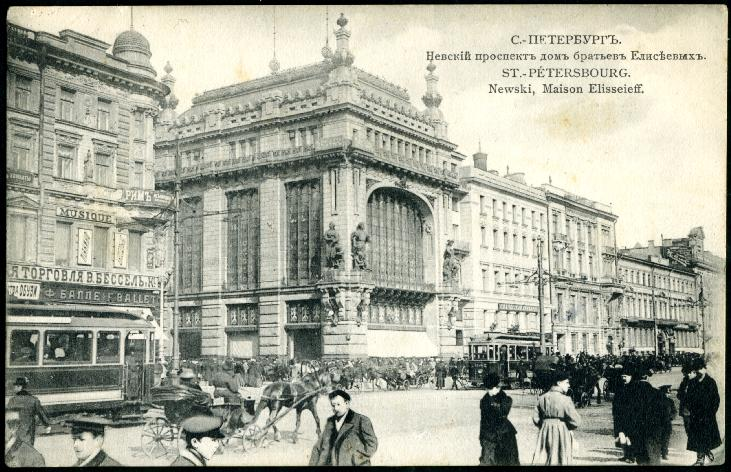
Jelissejew, Sankt Petersburg

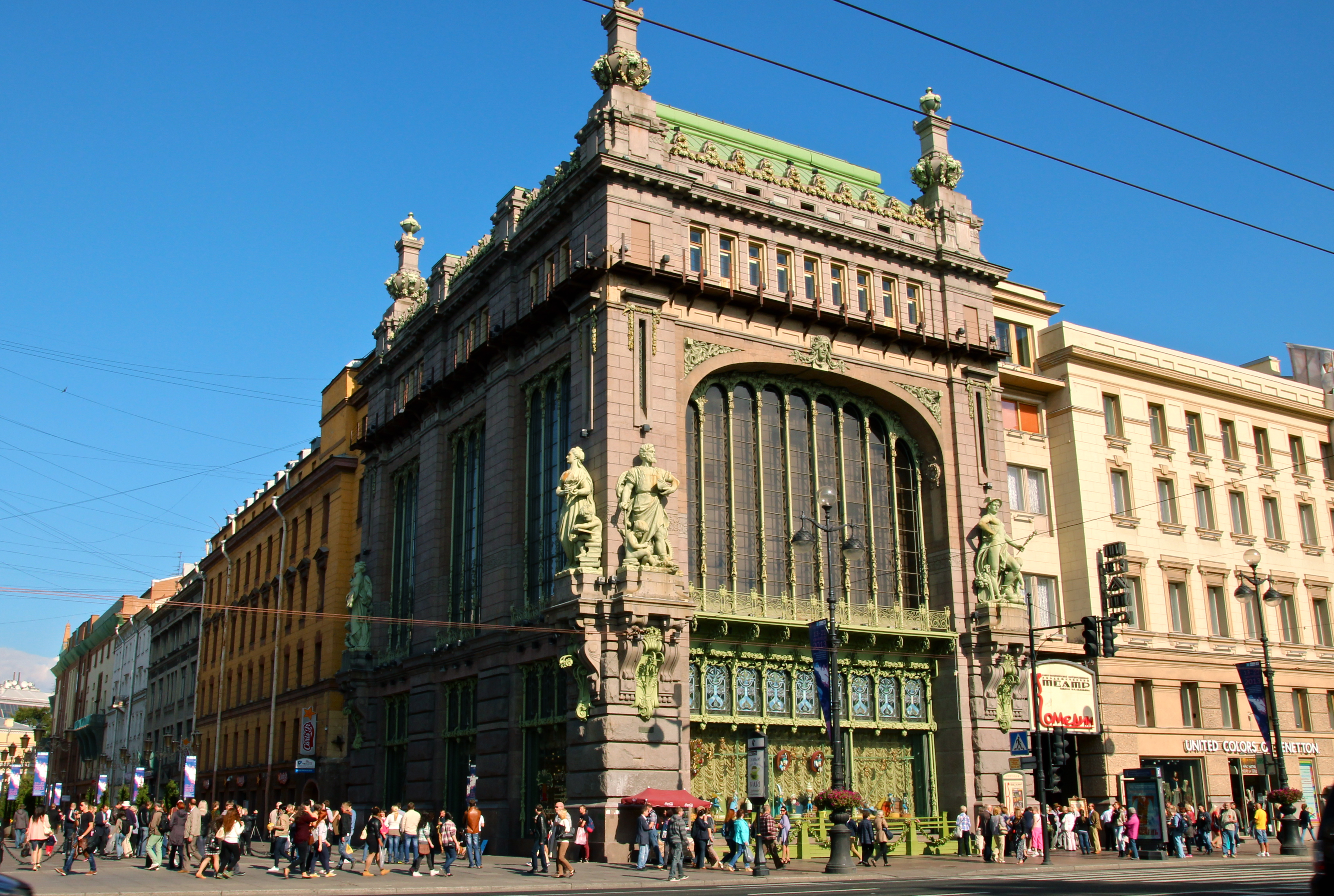
Jelissejew, Sankt Petersburg

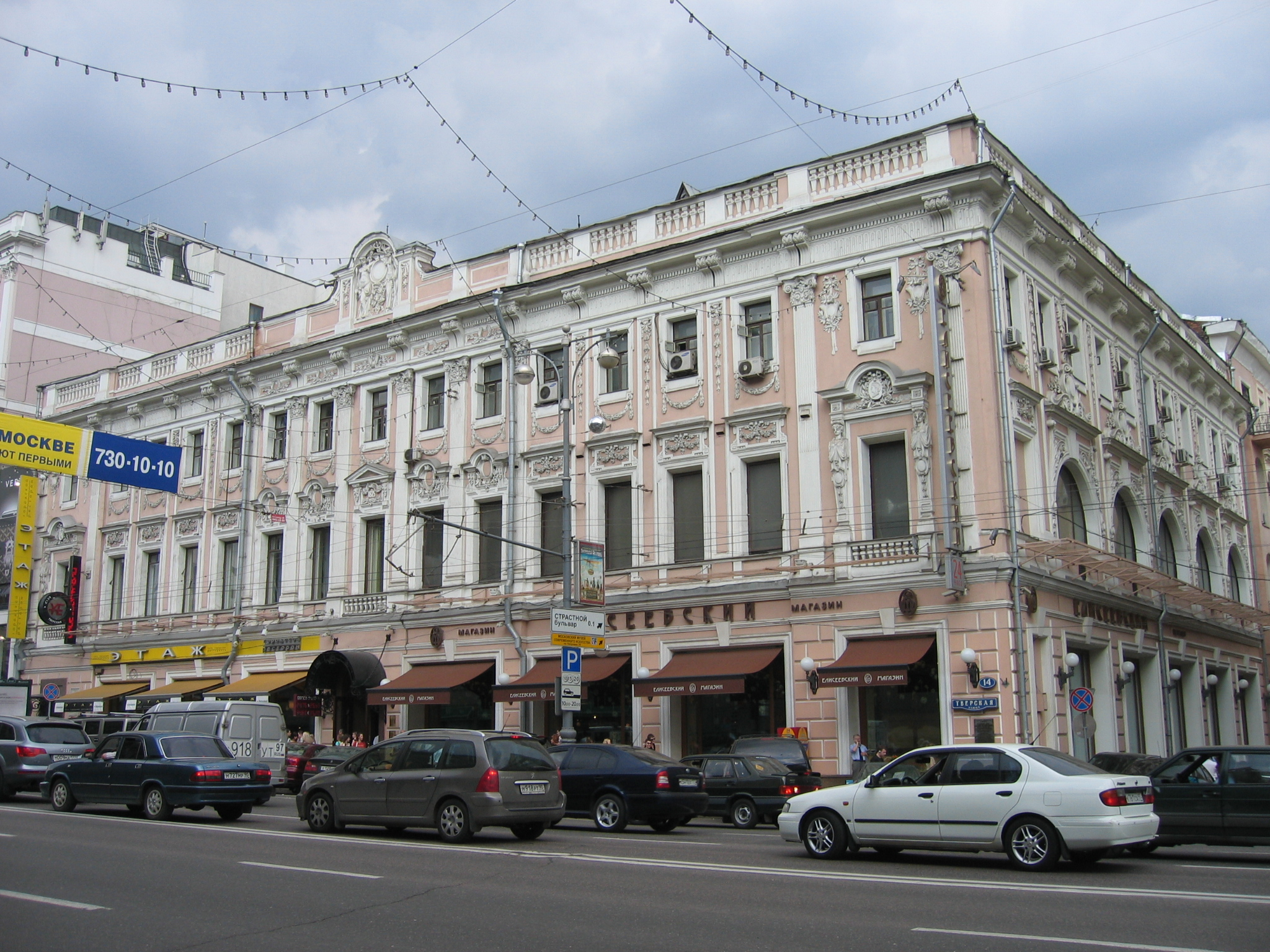
Jelissejew, Moskau

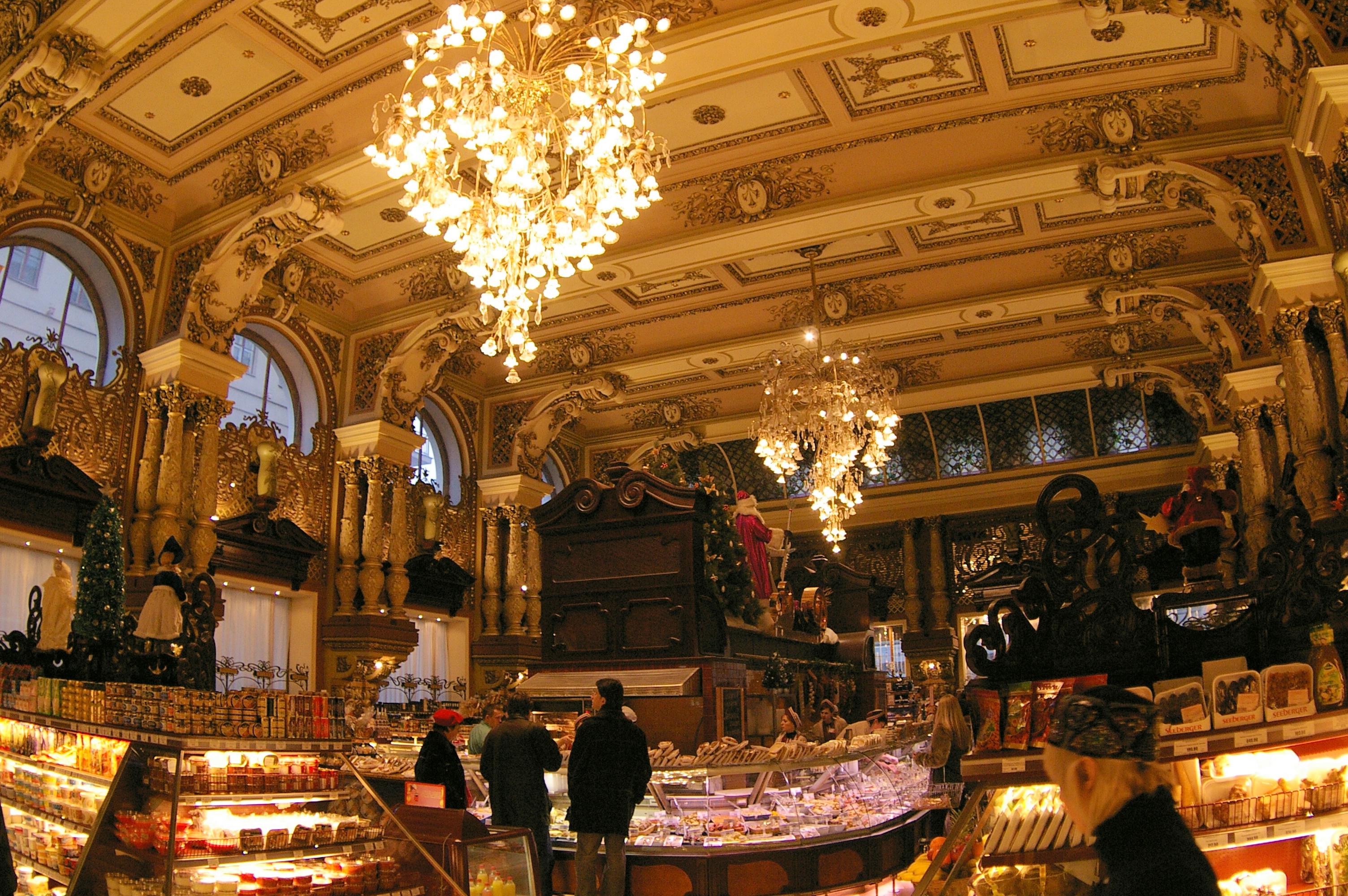
Jelissejew, Moskau

Baranowski war mit der Tochter Grigory Jelissejews, aus dem Sankt Petersburger Zweig der Kaufmannsfamilie Jelissejew, verheiratet. Die Familie seiner Frau war im Besitz mehrerer Immobilien in Sankt Petersburg. Das Wohnhaus von Grigory Jelissejew war der erste Bau, den Baranowski von 1889 bis 1890 als leitender Architekt entwarf und ausführte. Er plante in der Folge mehrere Landhäuser für die Familie Jelissejew sowie den 1900 bis 1903 realisierten Feinkostladen Jelissejew am Newski-Prospekt, ebenso dessen Gegenstück in Moskau an der Twerskaja-Straße, dieses zusammen mit Marian Peretyatkovich. 1898 wurde Baranowski zum Bauleiter für alle Objekte der Familie Jelissejew. Sein Stil war geprägt durch Schattierungen des Eklektizismus, schließlich konzentrierte er sich auf den Jugendstil.

### Öffentliche Aktivitäten
Im Jahre 1891 erhielt Baranowsky eine Berufung an das Büro für gemeinnützige Gesellschaften der Zarin Maria und entwarf anschließend die Sankt-Petersburger-Augenklinik. Er war zudem für verschiedene staatliche Institutionen als Berater tätig. Er war öffentlich redaktionell tätig, zunächst als Chefredakteur von Unser Haus (Наше Жилище, 1894–1895), das spätere Stroitel -Magazin (Строитель, 1895 bis 1905). Sein wichtigstes Werk war die Förderung und Bearbeitung des „Architekturlexikons der zweiten Hälfte des 19. Jahrhunderts“ („Архитектурная энциклопедия второй половины XIX века“) in sieben Bänden. Es wurde die vollständigste russische Referenz für die zeitgenössische Architektur.
Laut St. Petersburg Fragmente (Петербург - фрагменты) starb er 1920 an Hunger, den die Russische Revolution 1917 und anschließend der Russische Bürgerkrieg verursacht hatten. Baranowskis Sohn Wassilij (gest. 1945) emigrierte nach Schweden. Er war Pianist und Komponist und machte mehrere Aufnahmen in seiner neuen Heimat. Er war mit der Geigerin Nora Duesberg verheiratet.

## Bauten

### Sankt Petersburg und Umgebung

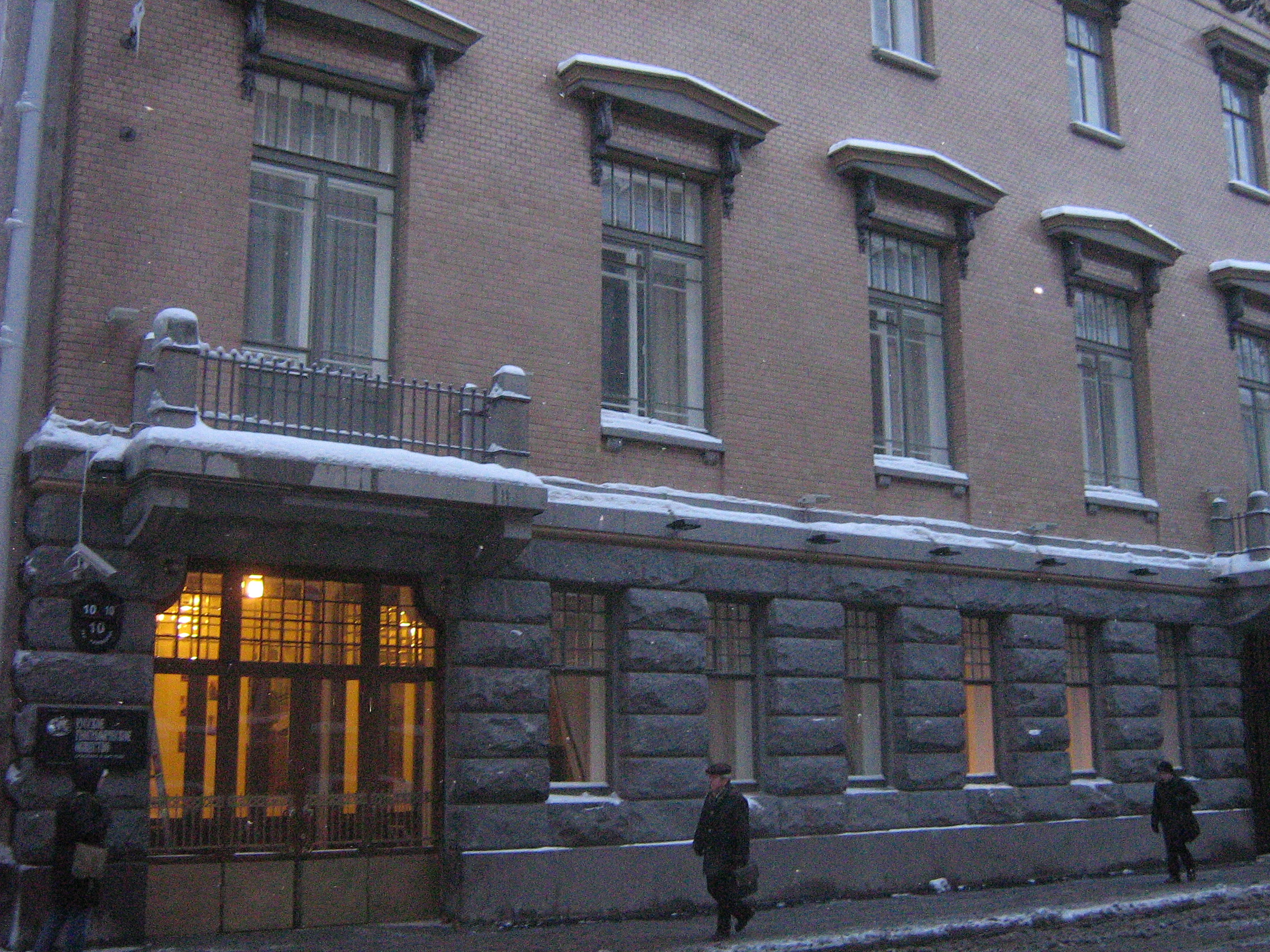
Russische Geographische Gesellschaft

- 1880er:–99 Baltisches Werk, Sankt Petersburg, 1880 als Assistent von Ernest Gibert (1823–1909)
- 1885–1888: Kanzleigebäude auf der Wassiljewski-Insel
- 1887:–9999 Brücke über die Smolenka, Eisenbahn zur Dekabristeninsel
- 1888:–9999 Jelissejew Gebäudeerweiterung, Birzhevaya Linia; 1900–1903 wieder aufgebaut
- 1889–1890: Jelissejew Appartement-Gebäude, Fontanka
- 1889–1892: Jelissejew Appartement-Gebäude, Lomonosova Straße Reparaturen und Ausbau
- 1892:–9999 Grigory Jelissejew Haus, Birzhevaya Linia
- 1897–1898: Eigenes Mietwohnungsgebäude, Dostoyevskogo Straße
- 1899–1900: Prinzessin Obolenskaya Schule für Mädchen, Baskov Lane
- 1900–1903: Feinkostladen Jelissejew (Sankt Petersburg), Newski-Prospekt; 1906 Umbau der angrenzenden Gebäude
- 1907–1909: Russische Geographische Gesellschaft, Grivtsova Straße
- 1908:–9999 Schuwalow Familienhaus, Knyagininskaya Straße
- 1909:–9999 Pfandhaus Moika
- 1909–1910: Wohnhaus für Agvan Dorzhiev, Primorje-Prospekt 93
- 1909–1915: Buddhistischer Tempel, Primorje-Prospekt 91

### Moskau
- 1899–1901: Jelissejew Moskau, Twerskaja-Straße 14, mit Marian Peretyatkovich und Vladimir Voeykov
- 1905:–9999 Jelissejew Appartement-Gebäude, Kozitsky Lane, mit Vladimir Voeykov

### Weitere Bauten

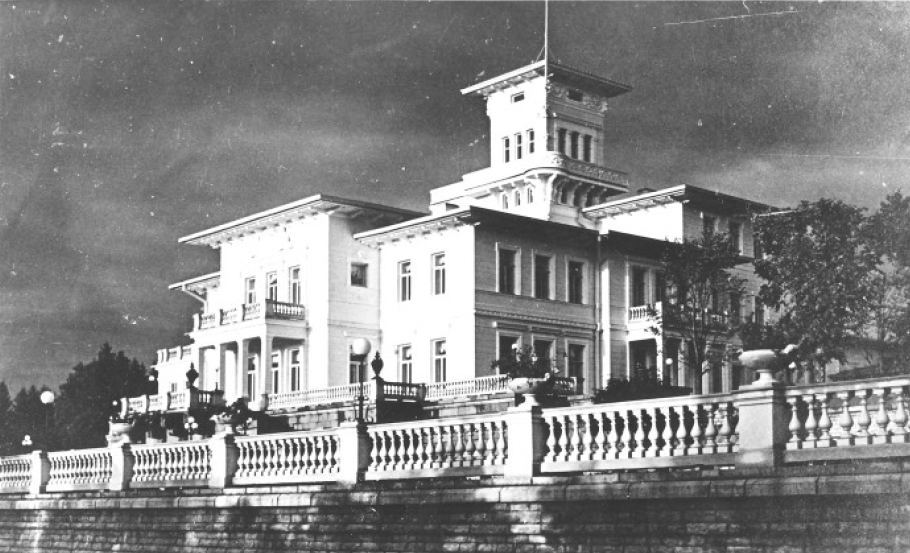
Schloss von Oru, Toila

- 1897–1899: Jelissejew Estate und Park, Schloss von Oru (zerstört)
- 1917:–9999 Stadtplanung für die Erbauung von Romanow-na-Murmane (heute Murmansk)